# Peugeot Invest
Peugeot Invest (bis 2021: Société Foncière, Financière et de Participations (FFP)) ist eine französische Beteiligungsgesellschaft mit Börsennotiz seit 1989. Die Private-Equity-Gesellschaft ist Teil des CAC-Small-Index und hält nennenswerte Beteiligungen an mehreren französischen Großunternehmen. 20 % der Anteile an Peugeot Invest befinden sich im Streubesitz, die restlichen rund 80 % Anteile werden durch die Peugeot-Familienholding „Établissements Peugeot Frères“ gehalten.
Per 31. Dezember 2023 hält Peugeot Invest (über ihre Tochtergesellschaft Peugeot Invest UK Ltd, die zu 100 % im Besitz von Peugeot Invest ist) 4,6 % des Kapitals der SIGNA Prime Selection AG und 5 % des Kapitals der SIGNA Development Selection AG. Vor dem Hintergrund der großen Unsicherheit über die Fortführung der Geschäftstätigkeit dieser Gesellschaften hat Peugeot Invest die Bewertung dieser beiden Beteiligungen in ihrem Jahresabschluss zum 31. Dezember 2023 vollständig abgeschrieben. Robert Peugeot, der im Aufsichtsrat beider Gesellschaften saß, trat am 3. November 2023 von diesen Mandaten zurück.

## Beteiligungen
Einige Beteiligungen des Unternehmens umfassen:
| Unternehmen      | Branche                     | Anteil |
| ---------------- | --------------------------- | ------ |
| Groupe PSA       | Automobilindustrie          | 9,3 %  |
| LISI             | Maschinenbau                | 5,1 %  |
| Zodiac Aerospace | Luftfahrttechnik            | 5,2 %  |
| Groupe SEB       | Haushaltsgeräte             | 5,0 %  |
| Orpea            | Pflegeeinrichtungen         | 5,9 %  |
| SPIE             | Technische Dienstleistungen | 5,5 %  |
| DKSH             | Handel                      | 5,9 %  |
| Ciel             | Mischkonzern                | 7,5 %  |